# Bertrando I di Tolosa

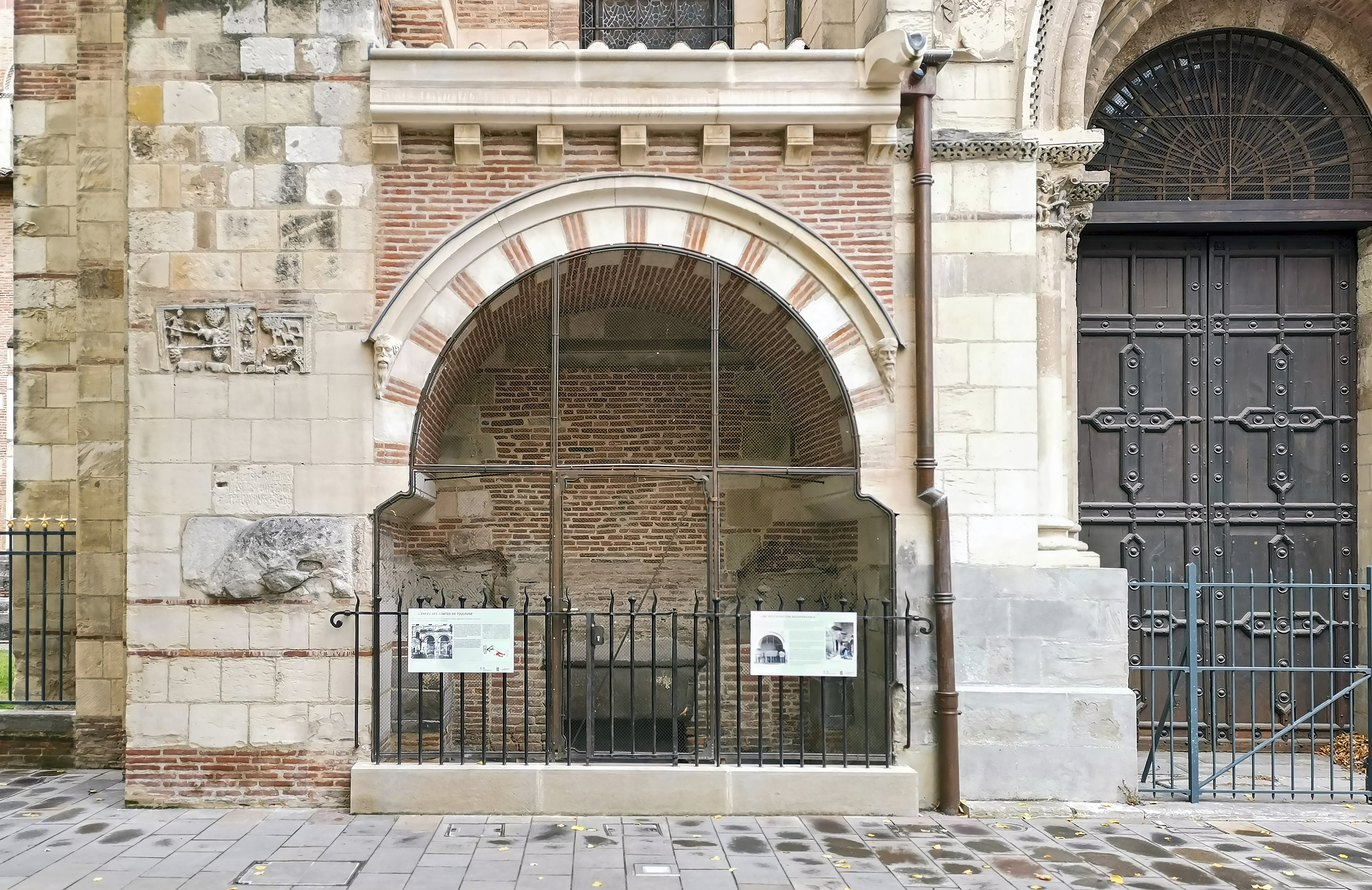
Cappella sepolcrale dei Conti di Tolosa oggi

Bertrando (998 circa – 1062) dopo aver affiancato la madre nella conduzione del marchesato è stato marchese di Provenza, per alcuni mesi nel corso del 962.

## Origine
Figlio secondogenito del conte di Tolosa, duca di Settimania, conte di Nîmes e conte d'Albi, Guglielmo III Tagliaferro e di Emma di Provenza (come risulta da una donazione, del 999, che si trova negli Archives du Gard in cui Emma è citata come moglie di Guglielmo III Tagliaferro e dove sono ricordati anche i figli, tra cui Bertrando), figlia del marchese di Provenza, Rotboldo III e di Ermengarda (come viene ribadito nel documento n° 172 del volume V delle Preuves de l'Histoire Générale de Languedoc), di cui non si conoscono gli ascendenti. Guglielmo III Tagliaferro era figlio del conte di Tolosa, duca di Settimania, conte di Nîmes e conte d'Albi, Raimondo IV e di Adelaide d'Angiò, come risulta dalla Bolla pontificia n° IX di papa Benedetto IX del Bullaire de l'Abbaye de Saint-Gilles, figlia del Conte d'Angiò e poi, conte di Nantes e duca di Bretagna, Folco II e di Gerberga (secondo lo storico Maurice Chaume era figlia del Visconte Goffredo d'Orleans), infatti secondo il Cartulaire de l'abbaye de Saint-Chaffre du Monastier et Chronique de Saint-Pierre du Puy', era la sorella del conte d'Angiò, Goffredo detto Grisegonelle.

## Biografia
Bertrando, assieme al fratello, Ponzio, compare come testimonio in una donazione di suo zio, il marchese di Provenza, Guglielmo III, come appare da un documento del Cartoulaire de l'abbaye de Saint Victor de Marseille del 1030.
Nel 1037, Bertrando compare come sottoscrittore del documento n° 211 del volume V delle Preuves de l'Histoire Générale de Languedoc, in cui suo fratello Ponzio fa dono di una proprietà alla moglie, Mayor Sánchez di Navarra.
Ancora nel 1037, alla morte dello zio, Guglielmo III di Provenza, senza eredi, la madre di Bertrando, Emma, secondo le Notes sur l'Histoire Générale de Languedoc, tome IV, prima parte, gli subentrò nel titolo di marchesa di Provenza, e dopo la morte del padre, quello stesso anno, mentre il fratello maggiore, Ponzio II, ereditava la contea di Tolosa, Bertrando affiancò la madre nel governo del marchesato di Provenza entrando il possesso di una parte del territorio.
Bertrando compare citato per l'ultima volta nel documento n° 216, par. III del volume V delle Preuves de l'Histoire Générale de Languedoc, in cui cede diverse sue proprietà all'Abbazia di Montmajour.
Nel 1062, alla morte della madre, le subentrò nel titolo di Marchese di Provenza.
Morì poco dopo, sempre nel 1062, e gli subentrò il nipote Guglielmo IV, già conte di Tolosa.

## Matrimonio e discendenza
Secondo le Notes sur l'Histoire Générale de Languedoc, tome IV, prima parte, Bertrando aveva sposato la contessa Alice di Die (Aleyris ou Alix comtesse de DIe), che gli diede diversii figli da cui discesero i conti di Forcalquier; questa teoria è stata messa in discussione. Bertrando da Alice ebbe un solo figlio: 
- Raimondo Bertrando (?-† tra il 950[8] e il 960[9]), tumulato nella Basilica di Saint-Sernin a Tolosa, accanto al nonno, Guglielmo III di Tolosa, nell'angolo del transetto meridionale della chiesa, dove è stata posta una lapide, in cui è ricordato assieme al nonno[10].

## Ascendenza
|                              |                         |                       | Genitori            |  |  | Nonni |  |  | Bisnonni               |  |  | Trisnonni                   |  |
|                              |                         |                       |                     |  |  |       |  |  | Raimondo III di Tolosa |  |  | Raimondo Ponzio I di Tolosa |  |
|                              |                         |                       |                     |  |  |       |  |  | Raimondo III di Tolosa |  |  | Raimondo Ponzio I di Tolosa |  |
|                              |                         | Garsenda di Guascogna |                     |  |  |       |  |  | Raimondo III di Tolosa |  |  |                             |  |
| Raimondo IV, conte di Tolosa |                         |                       |                     |  |  |       |  |  | Raimondo III di Tolosa |  |  |                             |  |
|                              |                         | Gundinilde            | …                   |  |  |       |  |  |                        |  |  |                             |  |
|                              |                         | Gundinilde            | …                   |  |  |       |  |  |                        |  |  |                             |  |
|                              |                         | Gundinilde            | …                   |  |  |       |  |  |                        |  |  |                             |  |
| Guglielmo III di Tolosa      |                         | Gundinilde            |                     |  |  |       |  |  |                        |  |  |                             |  |
|                              |                         | Folco II d'Angiò      | Folco I d'Angiò     |  |  |       |  |  |                        |  |  |                             |  |
|                              |                         | Folco II d'Angiò      | Folco I d'Angiò     |  |  |       |  |  |                        |  |  |                             |  |
|                              |                         | Folco II d'Angiò      | Rosalia di Loches   |  |  |       |  |  |                        |  |  |                             |  |
| Adelaide d'Angiò             |                         | Folco II d'Angiò      |                     |  |  |       |  |  |                        |  |  |                             |  |
|                              |                         | Gerberga              | …                   |  |  |       |  |  |                        |  |  |                             |  |
|                              |                         | Gerberga              | …                   |  |  |       |  |  |                        |  |  |                             |  |
|                              |                         | Gerberga              | …                   |  |  |       |  |  |                        |  |  |                             |  |
| Bertrando I di Tolosa        |                         | Gerberga              |                     |  |  |       |  |  |                        |  |  |                             |  |
|                              | Rotboldo II di Provenza | Bosone II di Provenza |                     |  |  |       |  |  |                        |  |  |                             |  |
|                              | Rotboldo II di Provenza | Bosone II di Provenza |                     |  |  |       |  |  |                        |  |  |                             |  |
|                              | Rotboldo II di Provenza | Costanza di Provenza  |                     |  |  |       |  |  |                        |  |  |                             |  |
| Rotboldo III di Provenza     | Rotboldo II di Provenza |                       |                     |  |  |       |  |  |                        |  |  |                             |  |
|                              |                         | Emilde di Gévaudan    | Stefano di Gévaudan |  |  |       |  |  |                        |  |  |                             |  |
|                              |                         | Emilde di Gévaudan    | Stefano di Gévaudan |  |  |       |  |  |                        |  |  |                             |  |
|                              |                         | Emilde di Gévaudan    | …                   |  |  |       |  |  |                        |  |  |                             |  |
| Emma di Provenza             |                         | Emilde di Gévaudan    |                     |  |  |       |  |  |                        |  |  |                             |  |
|                              |                         | …                     | …                   |  |  |       |  |  |                        |  |  |                             |  |
|                              |                         | …                     | …                   |  |  |       |  |  |                        |  |  |                             |  |
|                              |                         | …                     | …                   |  |  |       |  |  |                        |  |  |                             |  |
| Ermengarda di Moriana        |                         | …                     |                     |  |  |       |  |  |                        |  |  |                             |  |
|                              |                         | …                     | …                   |  |  |       |  |  |                        |  |  |                             |  |
|                              |                         | …                     | …                   |  |  |       |  |  |                        |  |  |                             |  |
|                              |                         | …                     | …                   |  |  |       |  |  |                        |  |  |                             |  |
|                              |                         | …                     |                     |  |  |       |  |  |                        |  |  |                             |  |

### Fonti primarie
- (LA)  Preuves de l'Histoire Générale de Languedoc, tome V.
- (LA)  Cartulaire de l'abbaye de Saint-Chaffre du Monastier et Chronique de Saint-Pierre du Puy.
- (LA)  Cartoulaire de l'abbaye de Saint Victor de Marseille.
- (LA)  Bullaire de l'Abbaye de Saint-Gilles.

### Letteratura storiografica
- Louis Alphen, La Francia nell'XI secolo, in «Storia del mondo medievale», vol. II, 1999, pp. 770–806
- Paul Fournier, Il regno di Borgogna o d'Arles dall'XI al XV secolo, in «Storia del mondo medievale», vol. VII, 1999, pp. 383–410
- (FR)  Archives du Gard.
- (FR)  Preuves de l'Histoire Générale de Languedoc, tome III.
- (FR)  Notes sur l'Histoire Générale de Languedoc, tome IV, prima parte.